# المعاود (البيضاء)

تعديل مصدري - تعديل

المعاود هي إحدى قرى عزلة ال هصيص بمديرية البيضاء التابعة لمحافظة البيضاء، بلغ تعداد سكانها 844 نسمة حسب تعداد اليمن لعام 2004.